# Canal+ Cinéma(s)
Canal+ Cinéma(s) es un canal de televisión francesa. Se comenzó a emitir bajo el nombre de Canal+ Jaune (Canal+ Amarillo). Está disponible en la TDT de pago en Francia desde 2005. Desde el 12 de octubre de 2010 está disponible en alta definición.
Su programación se compone principalmente de películas. 

## Historia
Canal+ Jaune comenzó sus emisiones el 27 de abril de 1996 en la plataforma CanalSatellite y por cable en Canal+, un canal predominantemente dedicado al cine. La cadena dedica el 75 % de su tiempo de emisión a contenidos relacionados con el séptimo arte. El 25 % restante de sus contenidos son cubiertos por magacines relacionados con el cine o series. El canal emite películas con un gran éxito en la cartelera, ya sean francesas, europeas o del resto del mundo, y pasaron menos de dos años desde su estreno. Casi una de cada dos películas es nueva, exclusiva y reciente.
El 28 de junio de 2002, Canal+ presenta el Consejo Superior Audiovisual de Francia (CSA) su candidatura para obtener una frecuencia de emisión en la TNT de pago. Se le concedió una frecuencia en el multiplex R3 de la TNT de pago y comenzó a emitir a través de ella a partir del 21 de noviembre de 2005.
Dentro del marco de la creación de Canal+ Le Bouquet, la cadena cambió su nombre el 1 de noviembre de 2003 para adoptar su denominación actual, Canal+ Cinema.
Desde el 12 de octubre de 2010, comenzó a emitir su programación en Alta Definición (HD).
El 1 de septiembre de 2023, el canal cambiará su nombre a Canal+ Cinéma(s). Presentado como una nueva versión de Canal+ Cinéma, el canal se centra en la programación de las principales películas francesas recientemente premiadas en festivales internacionales.
En 2024, Canal+ Cinéma(s) es candidato a la renovación de la frecuencia la TDT francesa cuya licencia caducará en 2025. El canal fue audicionado el 11 de julio de 2024 por Arcom.
El 5 de diciembre de 2024, el canal anuncia su salida de la TDT de pago a partir de junio de 2025, lo que incluye también (Canal+, Canal+ Sport y Planète+), tras la interrupción de C8 desde el 28 de febrero de 2025.

## Identidad Visual

Logo de Canal+ Cinéma del 20 de agosto de 2009 al 21 de septiembre de 2013